# Тревізо
Тревізо (італ. Treviso, вен. Trevixo) — місто та муніципалітет в Італії, у регіоні Венето, столиця провінції Тревізо. Населення — 83 652 особи (2014). Щорічний фестиваль відбувається 27 квітня. Покровитель — San Liberale.

## Географія
Тревізо розташоване на відстані близько 420 км на північ від Рима, 27 км на північ від Венеції.

## Демографія
Населення за роками:

Станом на 1 січня 2023 року в муніципалітеті офіційно проживало 11 948 іноземців з 125 країн, серед них 2214 громадян країн Євросоюзу та 541 громадянин України.

## Релігія
- Центр Тревізької діоцезії Католицької церкви.

## Клімат
| TREVISO               | Місяці | Місяці | Місяці | Місяці | Місяці | Місяці | Місяці | Місяці | Місяці | Місяці | Місяці | Місяці | Пора | Пора | Пора | Пора | Рік  |
| TREVISO               | Січ    | Лют    | Бер    | Кві    | Тра    | Чер    | Лип    | Сер    | Вер    | Жов    | Лис    | Гру    | Зим  | Вес  | Літ  | Осі  | Рік  |
| --------------------- | ------ | ------ | ------ | ------ | ------ | ------ | ------ | ------ | ------ | ------ | ------ | ------ | ---- | ---- | ---- | ---- | ---- |
| Темп. макс. (°C)      | 7      | 9      | 13     | 17     | 22     | 26     | 28     | 28     | 25     | 19     | 12     | 7      | 7.7  | 17.3 | 27.3 | 18.7 | 17.8 |
| Темп. мін. (°C)       | -1     | 1      | 4      | 8      | 12     | 15     | 18     | 17     | 14     | 9      | 4      | -1     | -0.3 | 8    | 16.7 | 9    | 8.3  |
| Опади (мм)            | 67     | 65     | 71     | 68     | 90     | 105    | 66     | 91     | 78     | 81     | 87     | 62     | 194  | 229  | 262  | 246  | 931  |
| Вологість повітря (%) | 79     | 74     | 70     | 71     | 68     | 71     | 69     | 70     | 72     | 75     | 76     | 79     | 77.3 | 69.7 | 70   | 74.3 | 72.8 |

## Промисловість
- Minacciolo, фабрика з виробництва меблів, заснована у 1973 році.

## Особи, пов'язані з Тревізо
- Лодовіко Поццосеррато (бл. 1550 — до 1605) — художник, графік.
- Лоренцо Лотто (1480—1556) — художник.

## Уродженці
Міста
- Рауль Бортолетто (1925—2003) — італійський футболіст, півзахисник, згодом — футбольний тренер.

Муніципалітету
- Леонора Фані (нар. 1954) — італійська кіноакторка й еротична фотомодель.

## Сусідні муніципалітети
- Карбонера
- Казієр
- Паезе
- Понцано-Венето
- Преганцьоль
- Куїнто-ді-Тревізо
- Сілеа
- Віллорба

## Галерея зображень

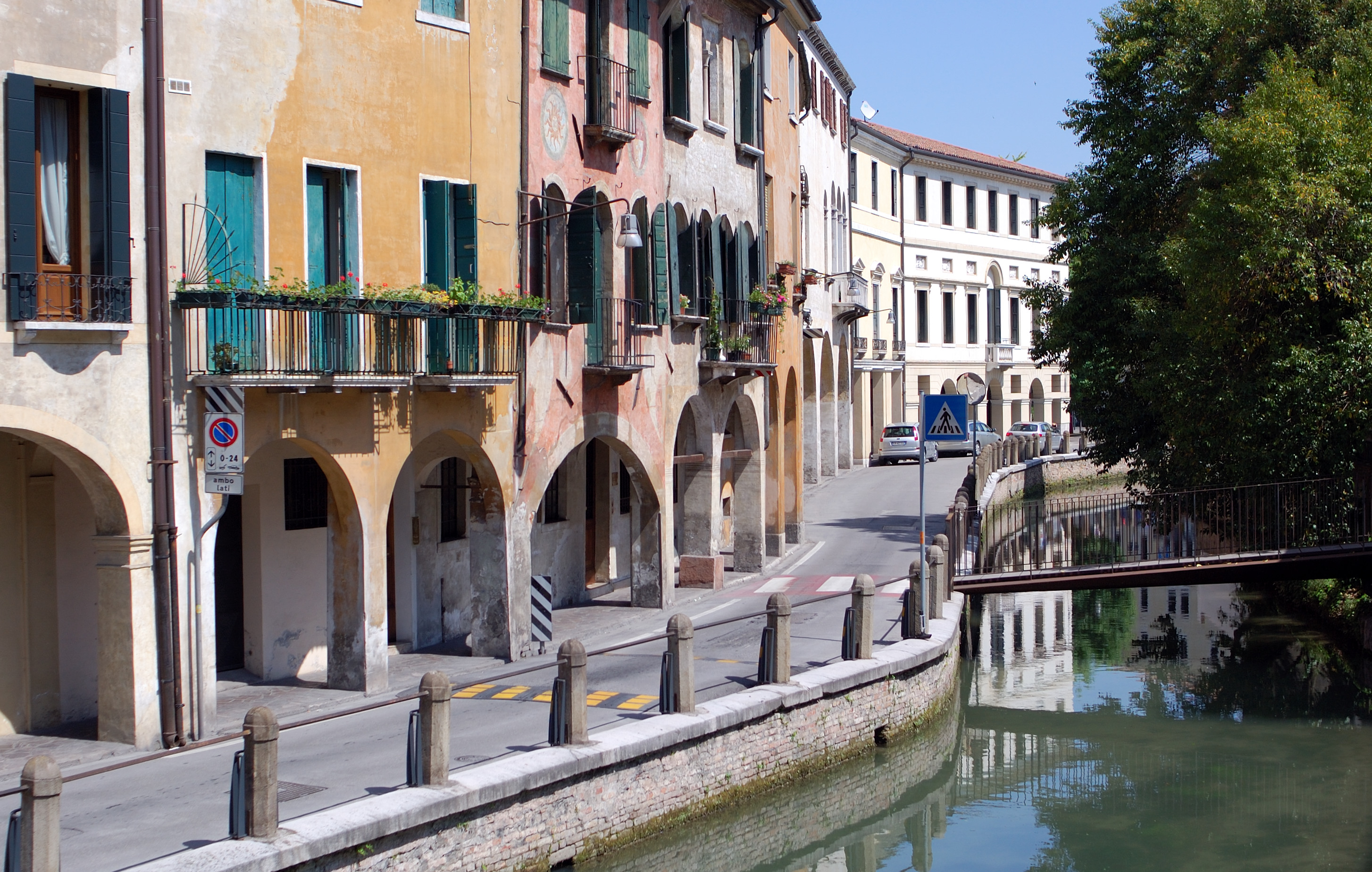
Via Roggia, con l'omonimo corso d'acqua.
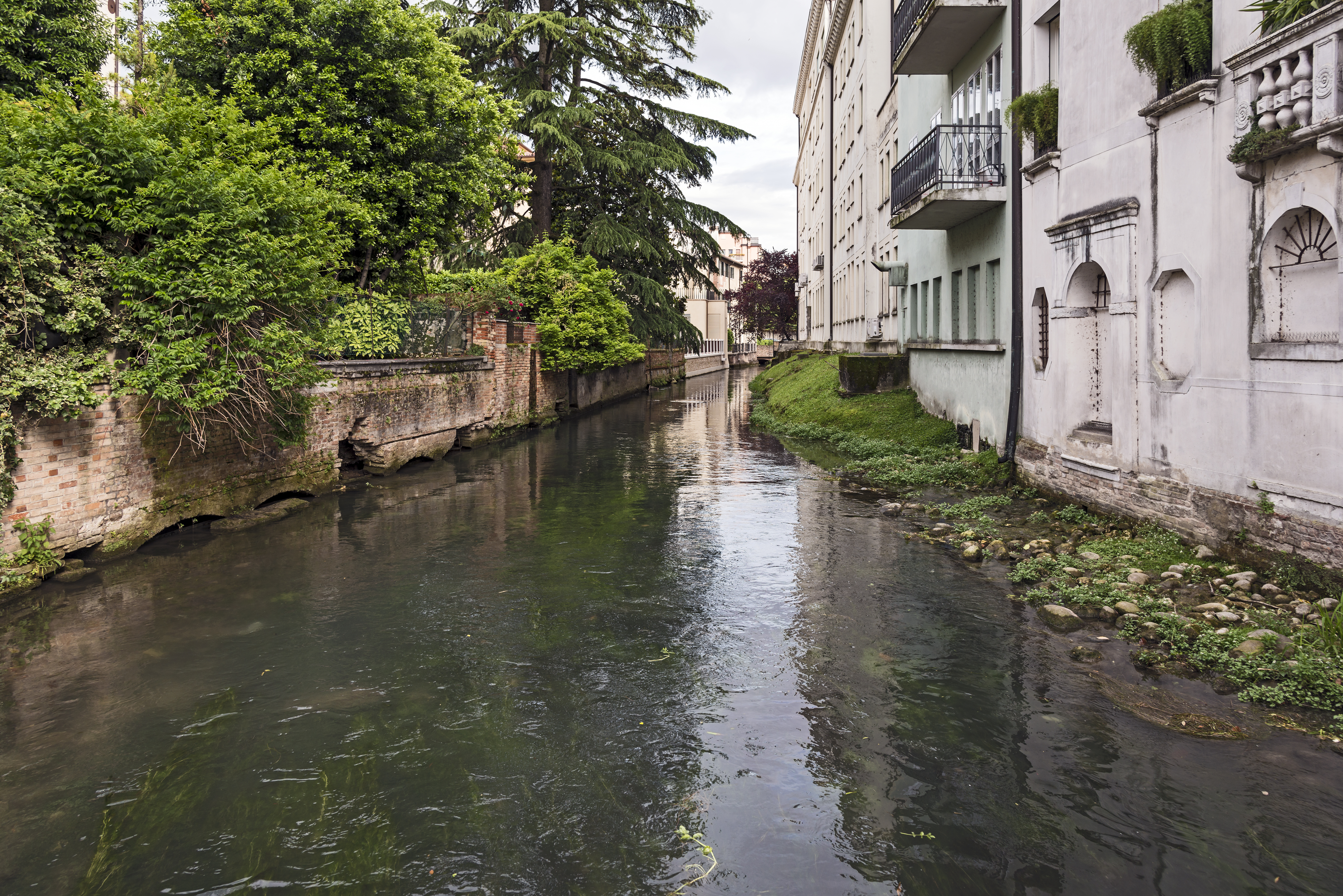
Cagnan della Roggia
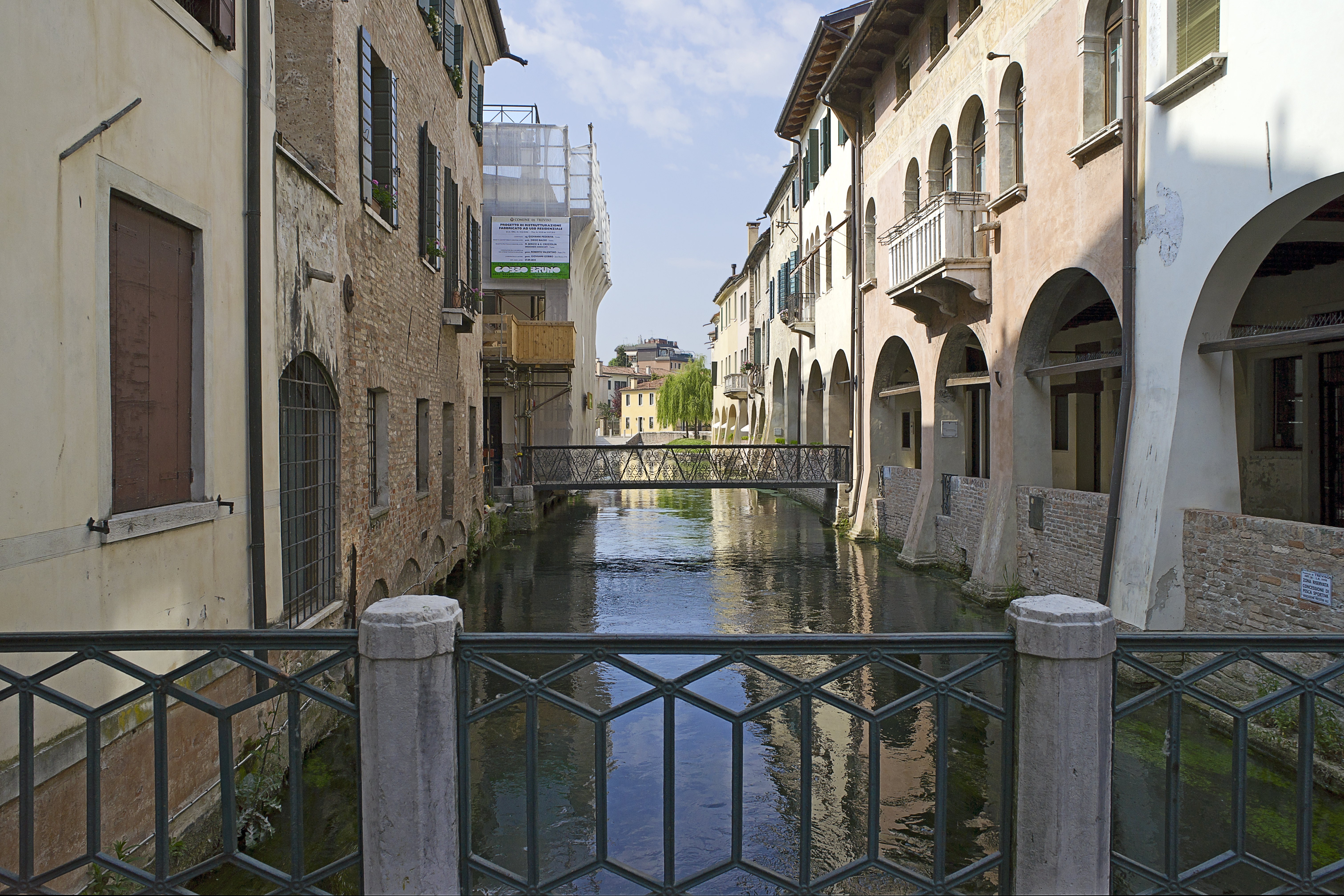
Il canale dei Buranelli nei pressi di piazza San Vito.